# Casa de los tres mundos

Casa de los tres mundos Logo

Casa de los tres mundos är ett kulturcentrum i Granada, Nicaragua, som grundades gemensamt av Ernesto Cardenal och Dietmar Schönherr. Rättsligt är det en stiftelse, som idag leds av Dieter Stadler.
Projektets mål är det att stödja sociala kulturprojekt i Nicaragua och Centralamerika. Det omfattar en musik- och konstskola, en seminarielokal och ett evenemangscentrum. Idén är att hjälpa landet ur fattigdomen och att öka välståndet genom att erbjuda meningsfulla aktiviteter, som musik- och konstundervisning, konserter, föreläsningar, dans- och teaterföreställningar.
Fokus ligger också på interkulturellt utbyte. Stiftelsen Casa de los tres mundos stöds till exempel av den tyska föreningen Pan y Arte. Sedan 2001 skickar också den österrikiska utlandstjänsten unga österrikare till projektet, de jobbar där i ett år som alternativ till militärtjänstgöringen i Österrike. Det finns också ett utbytesprogram mellan europeiska musiker och nicaraguanska studenter.